# Chagnoald
Święty Chagnoald, znany też jako Cagnoald oraz Cagnou (zm. 633) – frankoński biskup Laon. Święty Kościoła katolickiego.
Był synem hrabiego Agnerica, dworzanina króla Teodeberta II. Pochodził z religijnej rodziny. Wśród jego rodzeństwa byli późniejszy św. Faro (biskup z Meaux), św. Waldebert (mnich z Luxeuil) oraz św. Burgundofara (założycielka i pierwsza przełożona opactwa w Faremoutiers).
Zachowało się niewiele informacji o jego życiu. Wiadomo, że początkowo był mnichem w Luxeuil, a później został wyświęcony na biskupa w Laon. Jako biskup popadł w konflikt z królem Teuderykiem II, kiedy skrytykował króla za niemoralne prowadzenie się. Król wygnał go wówczas ze swojej ziemi. Chagnoald znalazł schronienie na terytorium Teudeberta II. Tam wspólnie ze św. Kolumbanem prowadził misje w okolicach Jeziora Bodeńskiego. Kiedy król Teuderyk II przejął kontrolę na tym terytorium, Chagnoald musiał ponownie uciekać, znajdując schronienie w Rzymie. Ostatecznie jednak powrócił do swojej starej diecezji i odzyskał stanowisko biskupa. Uczestniczył w soborze w Reims w 630 r.
Jest czczony jako święty, a jego święto przypada na 6 września.